# Malavia
Malavia (Maleficent) er en fiktiv figur, den onde fe i Disneyfilmen Tornerose fra 1959. Hun kaster en forbandelse over Tornerose, så hun dør, men forbandelsen bliver gjort om til at Tornerose kun sover i 100 år af de gode feer. Hun er en af de ondeste og mest kendte Disneyskurke nogensinde.

## Historie
Det starter med at hun bryder ind til Torneroses dåbsfest, fordi hun ikke er inviteret, og forbander Tornerose så hun på sin sekstenårs fødselsdag vil stikke sin finger på en spinderok og dø. De gode feer svækker dog forbandelsen så hun kun sover i 100 år. Efter 100 år dukker Prins Philip op for at redde Tornerose. Malavias ravn Diablo finder dog ud af dette og Malavia tager ud for at dræbe Prins Philip og Tornerose for evigt. Diablo bliver forvandlet til sten af en af de gode feer så Malavia forvandler sig til en drage og prøver at dræbe Prins Philip. Prinsen har dog et sværd fortyllet af de gode feer og under kampen kaster han det lige i Malavias hjerte så hun dør. 